# Gołkówko
Gołkówko – osada w Polsce położona w województwie kujawsko-pomorskim, w powiecie brodnickim, w gminie Bartniczka.
W latach 1975–1998 miejscowość administracyjnie należała do województwa toruńskiego.
Pierwsze wzmianki o Gołkówku pochodzą z roku 1293 - wówczas jako własności biskupów płockich. Od roku 1570 znajdowało się na obszarze historycznego powiatu michałowskiego.

## Demografia
- W roku 1885 obszar dworski zamieszkiwało 105 osób
- W roku 1910 obszar dworski zamieszkiwało 70 osób
- W roku 1921 obszar dworski zamieszkiwały 73 osoby